# Hull Kingston Rovers
ne pas confondre avec l'autre club de rugby à XIII de la ville Hull Football Club
Maillots
Hull Kingston Rovers (ou appelé Hull KR) est un club professionnel de rugby à XIII anglais basé à Hull dans le Yorkshire de l'Est. Il évolue dans la Super League. Ils ont remporté à cinq reprises le championnat - 1923, 1925, 1979, 1984 et 1985 - ainsi que la Challenge Cup en 1980.
Le club est fondé en 1882 en tant que club de rugby, il ne rejoint pas le mouvement qui amène la création du rugby à XIII en 1895 en faisant scission avec le rugby à XV. Cependant, trois années plus tard en 1898, celui-ci décide à son tour de changer de code de rugby et dispute son premier derby local contre Hull FC le 6 septembre 1899. Lors de la création de la Super League en 1996, il est proposé aux deux clubs de Hull de fusionner mais refusent. Tandis que Hull FC rejoint la Super League en 1998, Hull KR attend 2006 pour l'intégrer après avoir remporté le second échelon. Le club évolue à domicile au New Craven Park à Hull doté de 10000 places

## Histoire
Champion de Division two (troisième échelon anglais) en 1996, le club d'Hull KR s'installe pendant dix ans au second échelon appelé « RFL Division One » (1997-1998), « Northern Ford Premiership » (1999-2002) puis « National League One » (2003-2006). En 2006, le club remporte la National League One en battant en finale les Vikings de Widnes 29-16 et gagne le droit d'évoluer pour la première fois en Super League. Pendant dix années, le club se maintient dans l'élite avec pour meilleur résultat une quatrième place en saison régulière obtenue en 2009 avec pour entraîneur Justin Morgan entouré des joueurs nommés dans l'équipe de rêve de la saison de Super League Peter Fox, Michael Dobson, Ben Galea et Clint Newton. Toutefois, Hull KR se qualifie peu de fois en phase finale et n'est jamais parvenu à disputer une finale de Super League. En Coupe d'Angleterre, il atteint à une reprise la finale avec deux Français Kevin Larroyer et John Boudebza lors de la saison 2015 perdue contre les Rhinos de Leeds 0-50.
Disputant à deux reprises le « Super 8 Qualifiers » regroupant les quatre derniers de Super League et les quatre meilleurs de Championship, Hull KR parvient à une reprise à échapper à une relégation en 2015 mais finit par redescendre en 2016 à la suite de sa défaite dans le « Million Pound Game » 19-18 contre les Red Devils de Salford. En 2017, le club embauche Tim Sheens, ancien sélectionneur de l'Australie, avec un contrat de trois ans. La première année en 2017 est un succès puisque le club survole le championnat puis ne perd que deux rencontres dans le « Super 8 Qualifiers » contre les Dragons Catalans et Wolves de Warrington validant sa promotion en Super League pour la saison 2018.

## Palmarès
| Super League (précédemment RFL Championship)                                                 | Challenge Cup                                                                        | Autres                                                        |
| -------------------------------------------------------------------------------------------- | ------------------------------------------------------------------------------------ | ------------------------------------------------------------- |
| - Champion (5) : 1923, 1925, 1979, 1984 et 1985. - Finaliste (4) : 1921, 1968, 1983 et 2024. | - Champion (1) : 1980. - Finaliste (7) : 1905, 1925, 1964, 1981, 1986, 2015 et 2023. | - Deuxième division anglaise - Champion : 1990, 2006 et 2017. |

## Personnalités historiques du club

### Joueurs emblématiques
Roger Millward rejoint le club en 1966 pour y jouer jusqu'en 1980 : ce demi de mêlée qui a joué plus de quatre centre fois pour les Rovers, entraine ensuite le club pendant sept saisons.
En 2012, Hull KR établit à la suite d'un vote de ses supporteurs au XIII de légende du club : George Fairbairn - Steve Hubbard, Mike Smith, Gary Prohm, Clive Sullivan - Roger Millward, Gordon Smith - John Millington, Peter Flanagan, Len Casey, Phil Lowe, Paul Fletcher, Gavin Miller
Plusieurs joueurs d'Hull KR ont été nommés dans l'équipe type de la Super League : Peter Fox en 2009, Michael Dobson en 2009 et 2010, Ben Galea en 2009, Clint Newton en 2009 et Kane Linnett en 2021.
Un joueur ont remporté le Man of Steel : Gavin Miller en 1986. Enfin, deux joueurs ont remporté le Harry Sunderland Trophy : Len Casey en 1981 et John Dorahy en 1984.

## Bilan du club toutes saisons et toutes compétitions confondues
| Année       | Année       | Saison régulière Division Two        | Saison régulière Division Two        | Saison régulière Division Two        | Saison régulière Division Two        | Saison régulière Division Two        | Saison régulière Division Two        | Saison régulière Division Two        | Saison régulière Division Two        | Phase finale Division Two        | Phase finale Division Two        | Phase finale Division Two        | Phase finale Division Two        | Phase finale Division Two        | Phase finale Division Two        | Phase finale Division Two        | Challenge Cup      |
| Année       | Année       | Class.                               | Points                               | MJ                                   | V.                                   | N.                                   | D.                                   | Pp.                                  | Pc.                                  | Perf.                            | MJ                               | V.                               | N.                               | D.                               | Pp.                              | Pc.                              | Performance        |
| Saison 1996 | Saison 1996 | 1er                                  | 42                                   | 22                                   | 21                                   | 0                                    | 1                                    | 1009                                 | 294                                  | pas de phase finale              | pas de phase finale              | pas de phase finale              | pas de phase finale              | pas de phase finale              | pas de phase finale              | pas de phase finale              | Seizième de finale |
| Année       | Année       | Saison régulière National League One | Saison régulière National League One | Saison régulière National League One | Saison régulière National League One | Saison régulière National League One | Saison régulière National League One | Saison régulière National League One | Saison régulière National League One | Phase finale National League One | Phase finale National League One | Phase finale National League One | Phase finale National League One | Phase finale National League One | Phase finale National League One | Phase finale National League One | Challenge Cup      |
| Année       | Année       | Class.                               | Points                               | MJ                                   | V.                                   | N.                                   | D.                                   | Pp.                                  | Pc.                                  | Perf.                            | MJ                               | V.                               | N.                               | D.                               | Pp.                              | Pc.                              | Performance        |
| Saison 1997 | Saison 1997 | 8e                                   | 17                                   | 20                                   | 8                                    | 1                                    | 11                                   | 440                                  | 481                                  | Non-qualifié                     | -                                | -                                | -                                | -                                | -                                | -                                | Seizième de finale |
| Saison 1998 | Saison 1998 | 2e                                   | 41                                   | 30                                   | 20                                   | 1                                    | 9                                    | 748                                  | 480                                  | Demi-finale                      | 3                                | 1                                | 0                                | 2                                | 40                               | 75                               | Quart de finale    |
| Saison 1999 | Saison 1999 | 6e                                   | 39                                   | 28                                   | 19                                   | 1                                    | 8                                    | 573                                  | 425                                  | Non-qualifié                     | -                                | -                                | -                                | -                                | -                                | -                                | Huitième de finale |
| Saison 2000 | Saison 2000 | 7e                                   | 35                                   | 28                                   | 17                                   | 1                                    | 10                                   | 583                                  | 481                                  | ?                                | ?                                | ?                                | ?                                | ?                                | ?                                | ?                                | Seizième de finale |
| Saison 2001 | Saison 2001 | 7e                                   | 34                                   | 28                                   | 16                                   | 2                                    | 10                                   | 555                                  | 450                                  | Play off 2                       | 2                                | 1                                | 0                                | 1                                | 33                               | 32                               | Seizième de finale |
| Saison 2002 | Saison 2002 | 4e                                   | 37                                   | 27                                   | 18                                   | 1                                    | 8                                    | 715                                  | 468                                  | Play off 1                       | 1                                | 0                                | 0                                | 1                                | 11                               | 19                               | Huitième de finale |
| Saison 2003 | Saison 2003 | 4e                                   | 20                                   | 18                                   | 10                                   | 0                                    | 8                                    | 401                                  | 373                                  | Demi-finale                      | 3                                | 2                                | 0                                | 1                                | 80                               | 92                               | Huitième de finale |
| Saison 2004 | Saison 2004 | 3e                                   | 20                                   | 18                                   | 10                                   | 0                                    | 8                                    | 466                                  | 428                                  | Play off 2                       | 2                                | 1                                | 0                                | 1                                | 81                               | 41                               | 3e tour            |
| Saison 2005 | Saison 2005 | 3e                                   | 26                                   | 18                                   | 13                                   | 0                                    | 5                                    | 589                                  | 389                                  | Play off 2                       | 2                                | 1                                | 0                                | 1                                | 67                               | 40                               | Seizième de finale |
| Saison 2006 | Saison 2006 | 1er                                  | 32                                   | 18                                   | 16                                   | 0                                    | 2                                    | 705                                  | 338                                  | Champion                         | 2                                | 2                                | 0                                | 0                                | 58                               | 38                               | Demi-finale        |
| Année       | Année       | Saison régulière Super League        | Saison régulière Super League        | Saison régulière Super League        | Saison régulière Super League        | Saison régulière Super League        | Saison régulière Super League        | Saison régulière Super League        | Saison régulière Super League        | Phase finale Super League        | Phase finale Super League        | Phase finale Super League        | Phase finale Super League        | Phase finale Super League        | Phase finale Super League        | Phase finale Super League        | Challenge Cup      |
| Année       | Année       | Class.                               | Points                               | MJ                                   | V.                                   | N.                                   | D.                                   | Pp.                                  | Pc.                                  | Perf.                            | MJ                               | V.                               | N.                               | D.                               | Pp.                              | Pc.                              | Performance        |
| Saison 2007 | Saison 2007 | 11e                                  | 20                                   | 27                                   | 10                                   | 0                                    | 17                                   | 491                                  | 723                                  | Non-qualifié                     | -                                | -                                | -                                | -                                | -                                | -                                | Seizième de finale |
| Saison 2008 | Saison 2008 | 7e                                   | 23                                   | 27                                   | 11                                   | 1                                    | 15                                   | 564                                  | 713                                  | Non-qualifié                     | -                                | -                                | -                                | -                                | -                                | -                                | Quart de finale    |
| Saison 2009 | Saison 2009 | 4e                                   | 35                                   | 27                                   | 17                                   | 1                                    | 9                                    | 650                                  | 516                                  | Play off 2                       | 2                                | 0                                | 0                                | 2                                | 24                               | 74                               | Quart de finale    |
| Saison 2010 | Saison 2010 | 7e                                   | 29                                   | 27                                   | 14                                   | 1                                    | 12                                   | 653                                  | 632                                  | Play off 2                       | 2                                | 1                                | 0                                | 1                                | 39                               | 46                               | Seizième de finale |
| Saison 2011 | Saison 2011 | 7e                                   | 28                                   | 27                                   | 14                                   | 0                                    | 13                                   | 713                                  | 692                                  | Play off 1                       | 1                                | 0                                | 0                                | 1                                | 10                               | 42                               | Quart de finale    |
| Saison 2012 | Saison 2012 | 10e                                  | 21                                   | 27                                   | 10                                   | 1                                    | 16                                   | 753                                  | 729                                  | Non-qualifié                     | -                                | -                                | -                                | -                                | -                                | -                                | Seizième de finale |
| Saison 2013 | Saison 2013 | 8e                                   | 26                                   | 27                                   | 13                                   | 0                                    | 14                                   | 642                                  | 760                                  | Play off 1                       | 1                                | 0                                | 0                                | 1                                | 10                               | 46                               | Huitième de finale |
| Saison 2014 | Saison 2014 | 9e                                   | 23                                   | 27                                   | 10                                   | 3                                    | 11                                   | 627                                  | 665                                  | Non-qualifié                     | -                                | -                                | -                                | -                                | -                                | -                                | Seizième de finale |
| Saison 2015 | Saison 2015 | 9e                                   | 42                                   | 30                                   | 16                                   | 0                                    | 14                                   | 768                                  | 764                                  | Non-qualifié                     | -                                | -                                | -                                | -                                | -                                | -                                | Finaliste          |
| Saison 2016 | Saison 2016 | 12e                                  | 22                                   | 31                                   | 10                                   | 2                                    | 19                                   | 739                                  | 771                                  | Non-qualifié                     | -                                | -                                | -                                | -                                | -                                | -                                | 5e tour            |
| Année       | Année       | Saison régulière Championship        | Saison régulière Championship        | Saison régulière Championship        | Saison régulière Championship        | Saison régulière Championship        | Saison régulière Championship        | Saison régulière Championship        | Saison régulière Championship        | Super 8 Qualifiers Super League  | Super 8 Qualifiers Super League  | Super 8 Qualifiers Super League  | Super 8 Qualifiers Super League  | Super 8 Qualifiers Super League  | Super 8 Qualifiers Super League  | Super 8 Qualifiers Super League  | Challenge Cup      |
| Année       | Année       | Class.                               | Points                               | MJ                                   | V.                                   | N.                                   | D.                                   | Pp.                                  | Pc.                                  | Perf.                            | MJ                               | V.                               | N.                               | D.                               | Pp.                              | Pc.                              | Performance        |
| Saison 2017 | Saison 2017 | 1er                                  | 39                                   | 23                                   | 19                                   | 1                                    | 3                                    | 850                                  | 385                                  | 3e                               | 7                                | 5                                | 0                                | 2                                | 166                              | 158                              | Huitième de finale |
| Année       | Année       | Saison régulière Super League        | Saison régulière Super League        | Saison régulière Super League        | Saison régulière Super League        | Saison régulière Super League        | Saison régulière Super League        | Saison régulière Super League        | Saison régulière Super League        | Super 8's Super League           | Super 8's Super League           | Super 8's Super League           | Super 8's Super League           | Super 8's Super League           | Super 8's Super League           | Super 8's Super League           | Challenge Cup      |
| Année       | Année       | Class.                               | Points                               | MJ                                   | V.                                   | N.                                   | D.                                   | Pp.                                  | Pc.                                  | Perf.                            | MJ                               | V.                               | N.                               | D.                               | Pp.                              | Pc.                              | Performance        |
| Saison 2018 | Saison 2018 | 11e                                  | 27                                   | 30                                   | 13                                   | 1                                    | 16                                   | 673                                  | 744                                  | Non-qualifié                     | -                                | -                                | -                                | -                                | -                                | -                                | Huitième de finale |
| Saison 2019 | Saison 2019 | 11e                                  | 20                                   | 29                                   | 10                                   | 0                                    | 19                                   | 548                                  | 768                                  | Non-qualifié                     | -                                | -                                | -                                | -                                | -                                | -                                | Quart de finale    |
| Saison 2020 | Saison 2020 | 11e                                  | 6                                    | 14                                   | 3                                    | 0                                    | 14                                   | 290                                  | 526                                  | Non-qualifié                     | -                                | -                                | -                                | -                                | -                                | -                                | Quart de finale    |
| Saison 2021 | Saison 2021 | 6e                                   | 20                                   | 20                                   | 10                                   | 0                                    | 10                                   | 497                                  | 458                                  | Demi-finale                      | 2                                | 1                                | 0                                | 1                                | 29                               | 28                               | Huitième de finale |
| Saison 2022 | Saison 2022 | 8e                                   | 24                                   | 27                                   | 12                                   | 0                                    | 15                                   | 498                                  | 608                                  | Non qualifié                     | -                                | -                                | -                                | -                                | -                                | -                                | Demi-finale        |
| Saison 2023 | Saison 2023 | 4e                                   | 32                                   | 27                                   | 16                                   | 0                                    | 11                                   | 589                                  | 498                                  | Demi-finale                      | 2                                | 1                                | 0                                | 1                                | 32                               | 48                               | Finaliste          |
| Saison 2024 | Saison 2024 | 2e                                   | 42                                   | 27                                   | 21                                   | 0                                    | 6                                    | 719                                  | 326                                  | Finaliste                        | 2                                | 1                                | 0                                | 1                                | 12                               | 17                               | Demi-finale        |
| Saison 2025 | Saison 2025 | -                                    | -                                    |                                      |                                      |                                      |                                      |                                      |                                      | -                                | -                                | -                                | -                                | -                                | -                                | -                                | En cours           |

## Derby de Hull
Le derby d'Hull - « The Hull Derby » - est une opposition entre le club d'Hull FC situé dans l'Ouest de Kingston-upon-Hull et Hull KR situé dans l'Est de la ville. Les deux équipes sont séparés par la rivière Hull.
Cette opposition ouest-est ayant une raison historique : les Rovers jouaient au Boulevard Athletics grounds, donc à l'ouest de la ville, jusqu'en 1895. À partir de cette année, ils déménagent vers l'est de la ville vers un nouveau stade. Hull FC prend alors le stade laissé vacant à l'ouest.
À la fin des années 1990, une fusion est envisagée entre les deux clubs pour former une seule équipe appelé « Humberside » ou simplement « Hull », mais cette fusion est rejetée par les deux clubs. La rivalité entre les deux clubs atteint ses sommets durant les années 1980 quand les deux clubs se disputaient les titres de Championnat et de Coupe d'Angleterre. Hull FC remporte le Championnat en 1983, Hull KR en 1984 et 1985. Ce derby est considéré comme l'un des plus féroces de rugby à XIII en raison de la présence des deux clubs dans une même ville.